# Samas

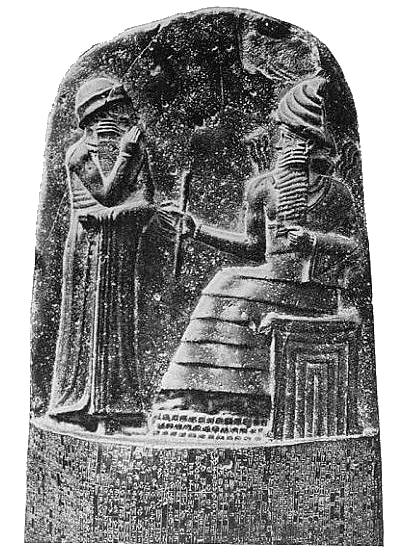
Samas (sentado), descrito como entregando os símbolos da autoridade de Hamurabi (relevo na parte superior da estela do código de leis de Hamurabi)

Samas (em acadiano: Šamaš - Shamash - lit. "Sol"), também referido como Chamache, era uma deidade mesopotâmica nativa e o deus sol no panteão acádico, assírio e babilônico. Samas foi o deus da justiça na Babilônia e Assíria, correspondendo ao deus Utu sumério.
Era filho de Sin e Ningal, e irmão, por parte de mãe e pai, de Istar. Ele era o juiz do céu e do mundo do além.
O templo de Samas em Sipar havia sido reconstruído por Nabucodonosor, mas, depois de quarenta e cinco anos, estava começando a ruir, porque Nabucodonosor não havia descoberto as fundações do templo. Nabonido removeu o deus do templo, dando a ele outra residência, e encontrou as fundações do templo, que haviam sido feitas no reinado de Narã-Sim, filho de Sargão, que havia reinado, segundo Nabonido, três mil e duzentos anos antes. Nabonido refez as fundações do templo, e manteve a inscrição com o nome de Narã-Sim, que ele havia encontrado.
O "Sol" do acadiano šamaš é cognato ao hebraico שמש šemeš e árabe شمس šams.

## História
Samas deriva do acádico Šams, que queria dizer Sol, tal como ainda hoje no árabe moderno. Entra no nome compósito dos reis assírios Sansiadade, invocação simultânea de Samas e de Adade.